# Issus gravis
Issus gravis är en insektsart som beskrevs av Walker 1857. Issus gravis ingår i släktet Issus och familjen sköldstritar. Inga underarter finns listade i Catalogue of Life.